# Adenocalymma imperatoris-maximilianii
Adenocalymma imperatoris-maximilianii là một loài thực vật có hoa trong họ Chùm ớt. Loài này được (Wawra) L.G.Lohmann mô tả khoa học đầu tiên năm 2010.